# John Middleton
Pour les articles homonymes, voir Middleton.
John Middleton (1578-1623), surnommé The Childe of Hale (« l'écuyer de Hale »), était un géant, homme peut-être atteint de gigantisme, qui a vécu en Angleterre au XVIe siècle dans le village de Hale près de Liverpool. Sa tombe y est toujours visible dans le cimetière de l'église et porte l'inscription : Here lyeth the bodie of John Middleton the Childe Nine feet three (inches) Borne 1578 Dyede 1623 (« Ci-gît le corps de John Middleton l'écuyer Neuf pieds trois (pouces) né en 1578 décédé en 1623 »). Selon cette épitaphe posthume, John Middleton aurait donc mesuré approximativement 2,81 mètres. Il est à préciser que cette mesure de taille, supérieure à celle de Robert Wadlow, est sujette à caution.

## Légende et témoignages
Ce qu'on sait de John Middleton est avant tout fondé sur la tradition orale et la légende locale. Celles-ci mentionnent notamment sa grande force physique, et que lorsqu'il dormait, ses pieds dépassaient par la fenêtre de son petit cottage. Quelques éléments peuvent néanmoins attester de son existence et de sa taille exceptionnelle : un ancien portrait de lui se trouve toujours au Brasenose College à Oxford ; un témoignage de 1930 d'un étudiant rapporte aussi l'existence des contours de son énorme main peints sur le dos d'une porte de la cave du College et qui furent visibles jusque dans les années 1880. Les dimensions de cette main furent mentionnées et étudiées par le naturaliste Robert Plot après étude de documents de la Bibliothèque du Brasenose College.

## Biographie
Il est mentionné sur la tombe de John Middleton qu'il est né en 1578, mais il est sans doute né plus tôt, en 1572 selon le registre paroissial des baptêmes. En raison de sa taille et de sa force, il est embauché comme garde du corps par le seigneur et shérif Gilbert Ireland, Seigneur de Hale et grand-père paternel de l'homme politique anglais Gilbert Ireland (en) (1624-1675). Quand le roi Jacques Ier s'arrête à Hale en 1617 pour adouber Gilbert Ireland, il entend parler de John Middleton et les invite tous les deux à venir lui rendre visite à sa Cour. John Middleton et Gilbert Ireland s'y rendent en 1620. C'est très probablement à cette période que John Middleton gagne son surnom ou son statut d' « écuyer de Hale » (le terme anglais childe désignant un écuyer et non un enfant) car son maître Gilbert Ireland est de par son adoubement devenu chevalier. L'emploi du terme « childe » suggère que John Middleton sert non seulement son maître comme garde du corps, mais qu'il porte aussi ses armes lors de ses déplacements.
Quand John Middleton arrive à Londres, le roi le reçoit et John Middleton a pour l'occasion revêtu un habit de couleurs pourpre, rouge et or (ainsi qu'il est dépeint sur le portrait du Brasenose College). John Middleton est alors convié à lutter contre le champion de lutte du roi. Il remporte le combat, cassant même le pouce de son adversaire. Le roi tient ensuite à remercier John Middleton malgré le mécontentement des courtisans qui ont parié des sommes importantes sur le lutteur du roi et qui ont perdu leurs mises. Le roi offre en conséquence à John Middleton une somme de 20 £ (montant très important pour l'époque) et le renvoie chez lui.

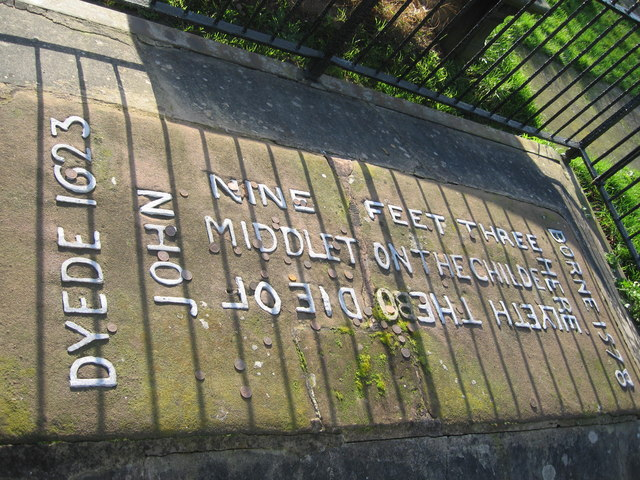
La tombe de John Middleton, écuyer de Hale - geograph.org.uk - 311421

Mais John Middleton rentrera chez lui à Hale sans un sou, car sur le chemin du retour il se fait voler son argent par des compagnons de voyage qui auraient profité de sa faiblesse d'esprit : « his slow wits ». Il aurait ainsi fini sa vie comme pauvre laboureur, étant dit de lui qu'il fut obligé de pousser sa charrue jusqu'à son dernier jour : « obliged to follow the plough to his dying day ».
Il décède en 1623 à un âge qui peut être estimé entre 45 et 51 ans.
Un pub à Hale porte le nom The Child of Hale en souvenir de John Middleton. Un arbre sculpté à son effigie qui se trouve sur le chemin de l'église le célèbre également.

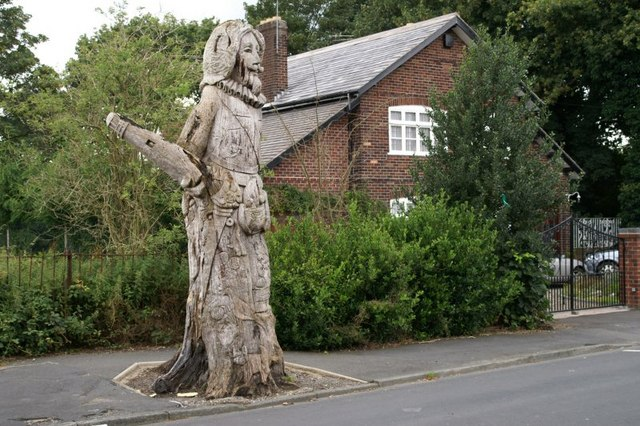
Tronc d'arbre à l'effigie de John Middleton - geograph.org.uk - 508359